# Busanjin-gu

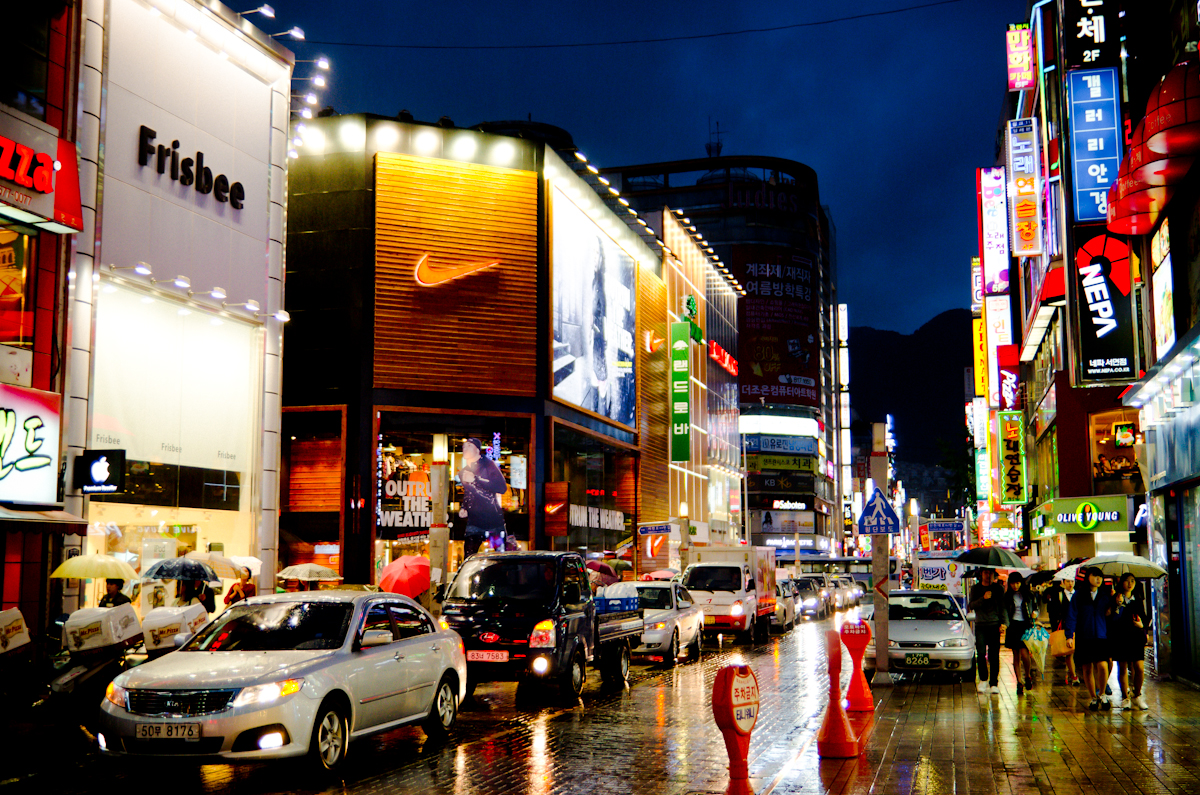
Seomyeon

Université de Dong-eui

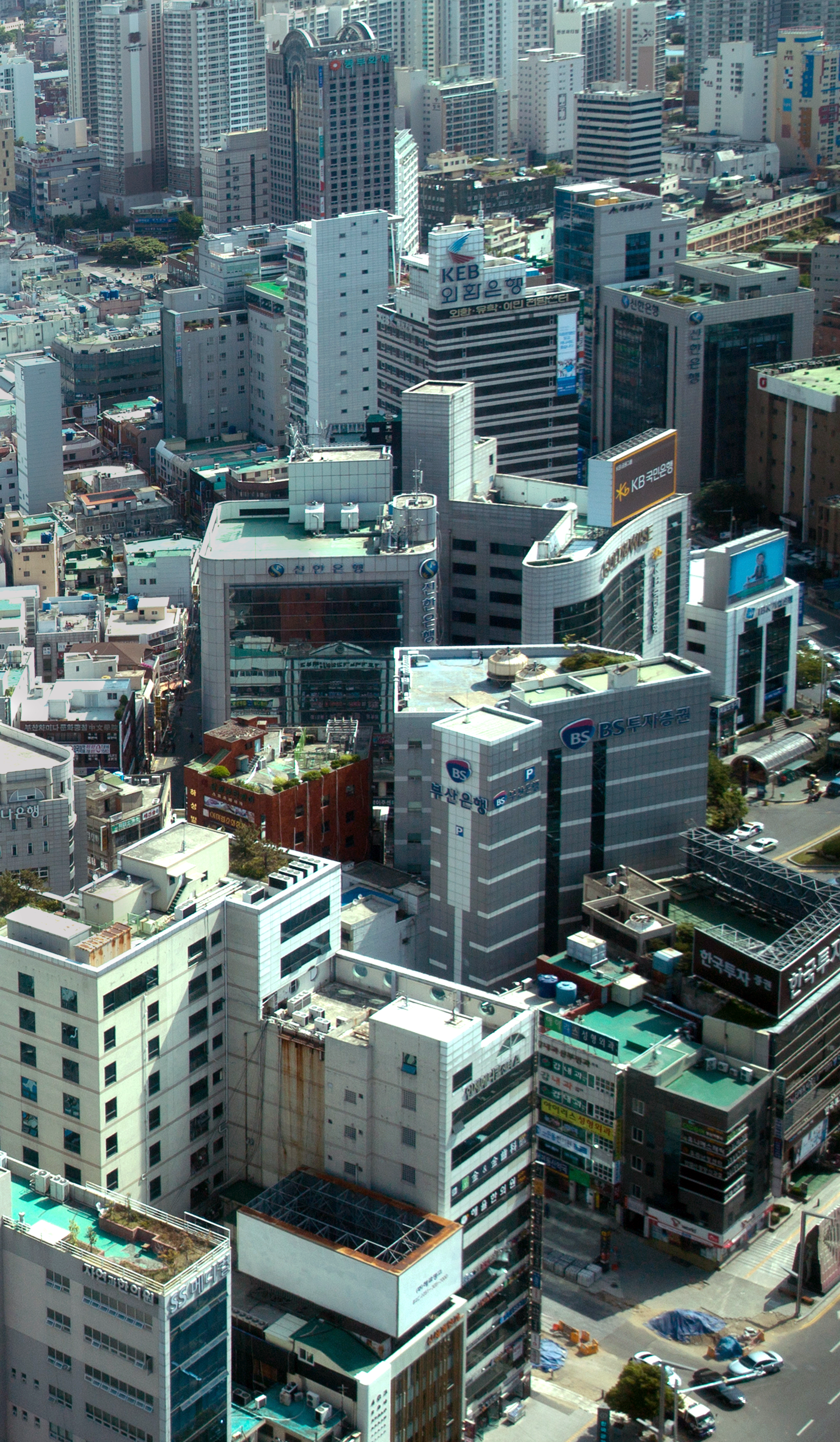
Bâtiments de Seomyeon

Busanjin-gu ( coréen : 부산진구 ; RR : Busanjin-gu    ) est un arrondissement du centre de Busan, en Corée du Sud. Il a une superficie de 29,7 km 2 et une population d'environ 361 500 habitants. Le nom est parfois abrégé localement en « Jin-gu ». Le district de Busanjin abrite une importante zone commerciale, de divertissement et d'affaires appelée Seomyeon.

## Divisions administratives

Divisions administratives

Busanjin était initialement constitué de 11 quartiers (dong), mais ces derniers, pour des raisons administratives, ont été subdivisés en 20 sous-quartiers (dong administratif).
- Bujeon-dong (釜田洞; 2 dong administratif)
- Beomjeon-dong (凡田洞; partie du Bujeon administratif 1(il)-dong)
- Yeonji-dong (蓮池洞)
- Choeup-dong (草邑洞)
- Yangjeong-dong (楊亭洞; 2 dong administratif)
- Jeonpo-dong (田浦洞; 2 dong administratif)
- Buam-dong (釜岩洞; 2 dong administratif)
- Danggam-dong (堂甘洞; 3 dong administratif)
- Gaya-dong (伽倻洞; 2 dong administratif)
- Gaegeum-dong (開琴洞; 3 dong administratif)
- Beomcheon-dong (凡川洞; 2 dong administratif)

## Politique
La partie nord de Busanjin est représentée par la première circonscription de l'Assemblée nationale du district de Busanjin et la partie sud de Busanjin est représentée par la deuxième circonscription de l'Assemblée nationale du district de Busanjin.

## Économie
Air Busan a son siège social dans le district de Busanjin. 
Daewoo Bus Corporation possède une usine de Busanjin. 
Busan Citizens Park (anciennement Camp Hialeah) est une ancienne base de l'armée impériale japonaise et un camp de l'armée américaine situé dans l'arrondissement.

## Paysage urbain

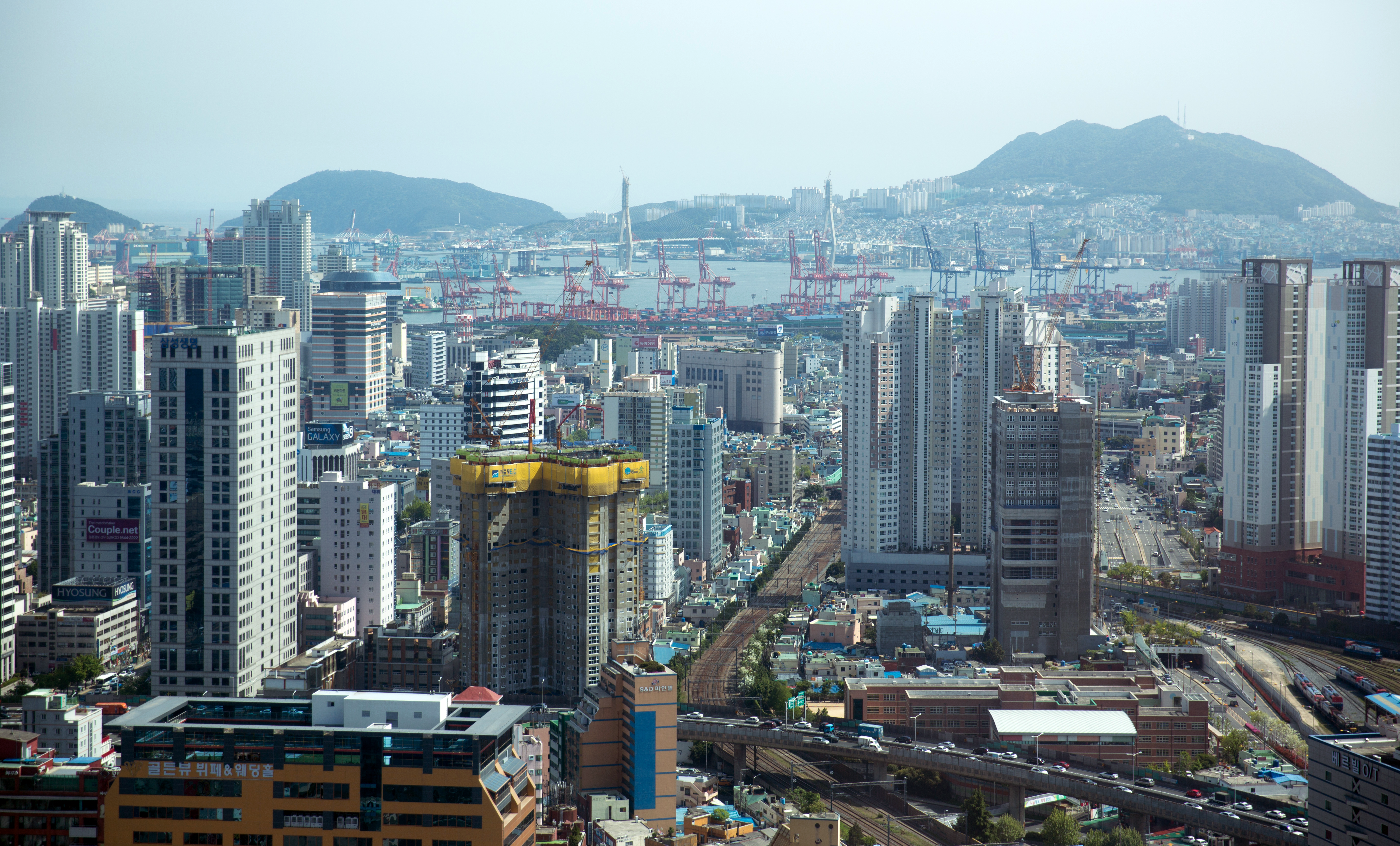
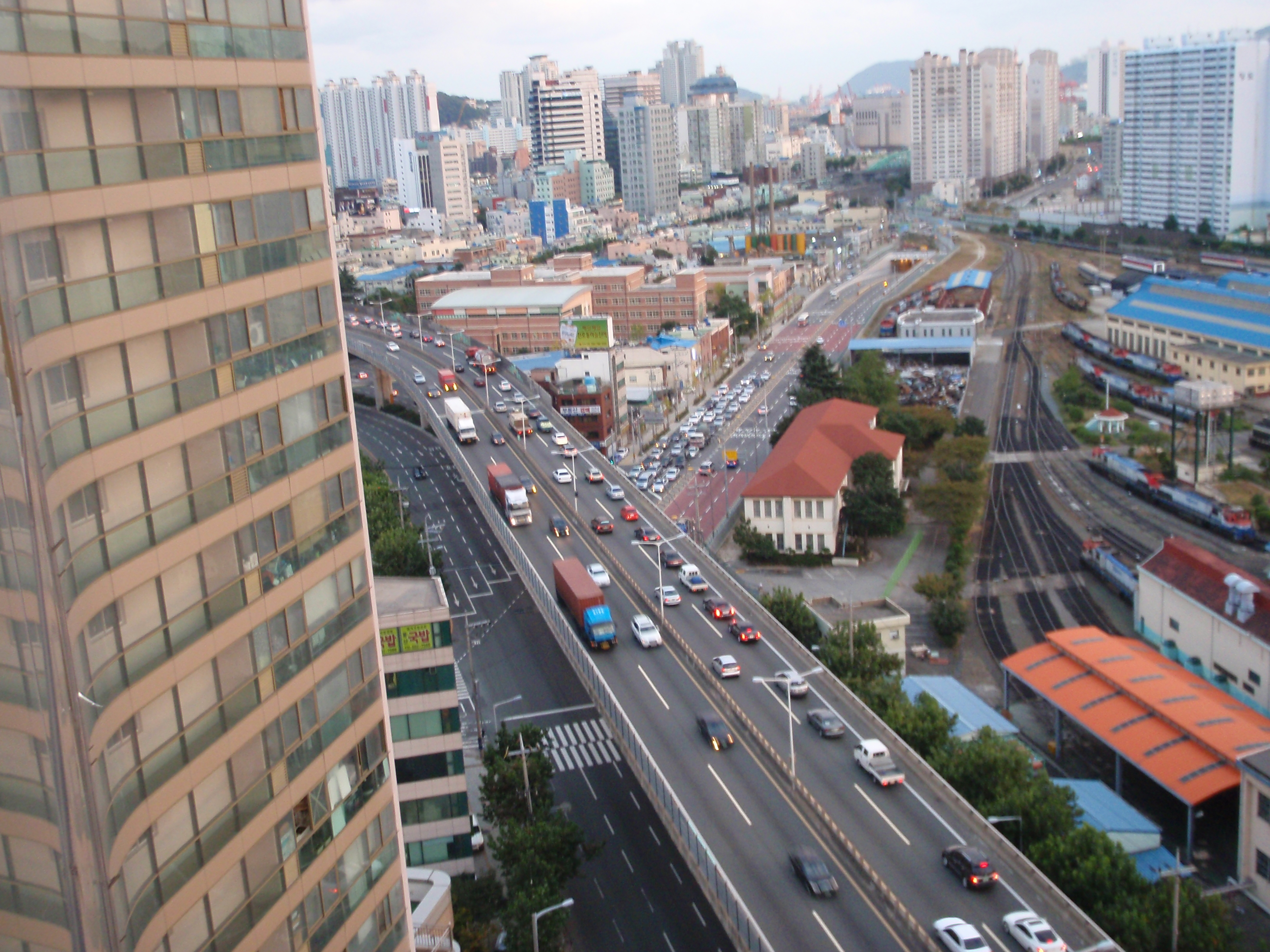
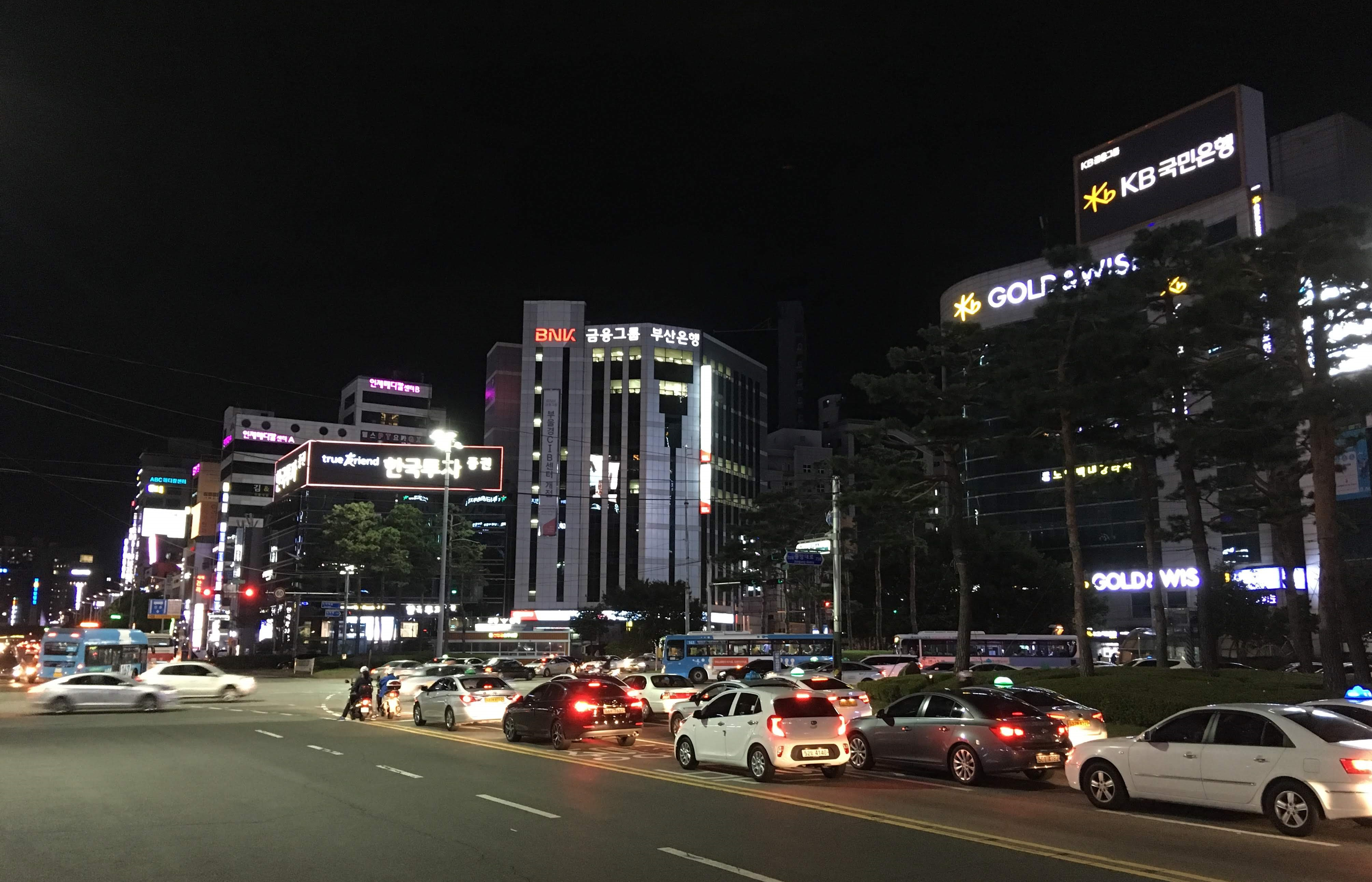
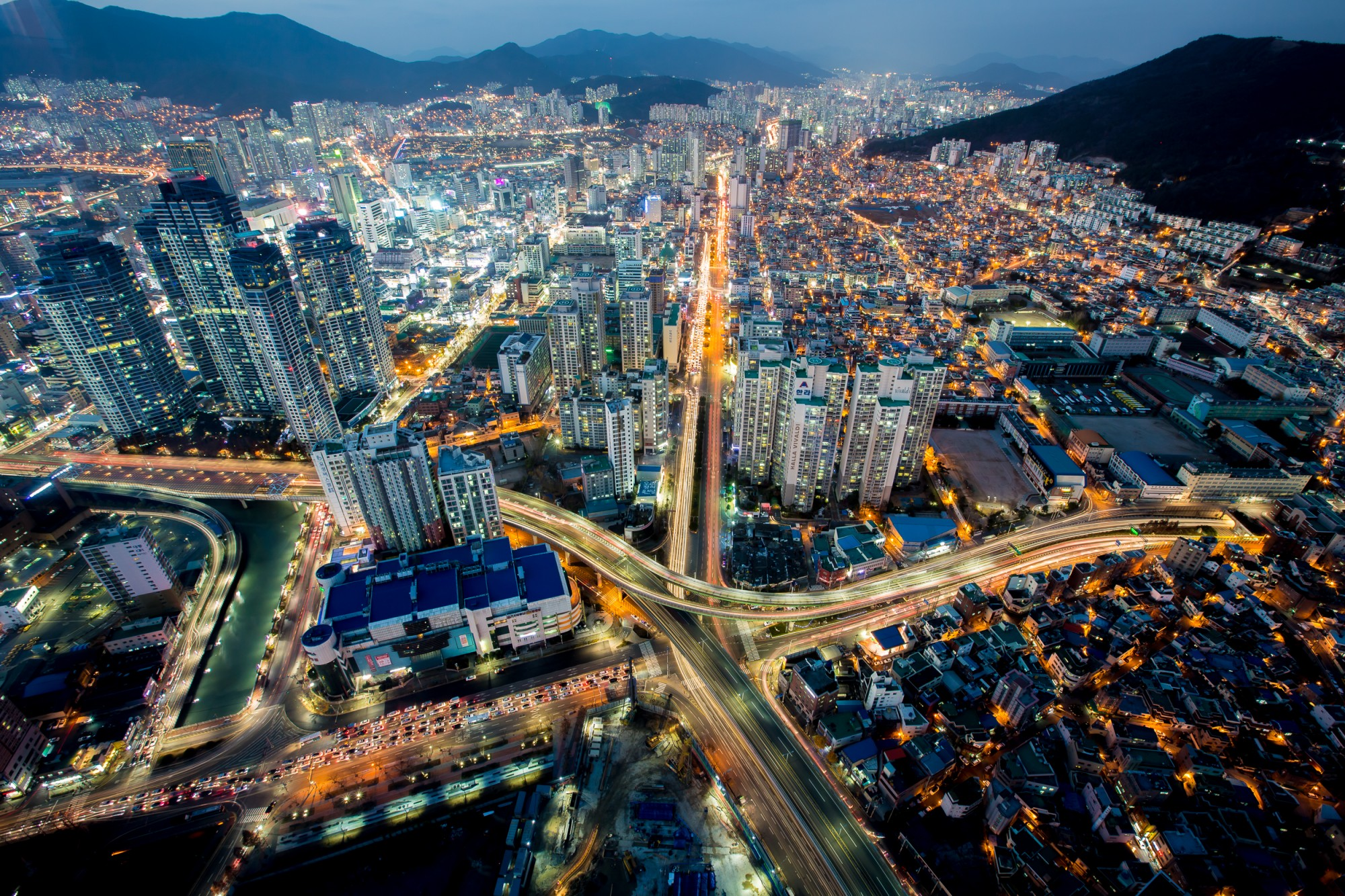